# El Sitio, Oaxaca
El Sitio är en ort i Mexiko.   Den ligger i kommunen Villa Sola de Vega och delstaten Oaxaca, i den sydöstra delen av landet, 400 km sydost om huvudstaden Mexico City. El Sitio ligger 1 265 meter över havet och antalet invånare är 144.
Terrängen runt El Sitio är kuperad åt nordväst, men åt sydost är den bergig. Runt El Sitio är det glesbefolkat, med 15 invånare per kvadratkilometer. Närmaste större samhälle är San Cristóbal Honduras, 5,9 km söder om El Sitio. I omgivningarna runt El Sitio växer i huvudsak städsegrön lövskog.